# George Soros
George Soros (nascut el 12 d'agost de 1930 a Budapest, com a György Schwartz) és un empresari financer, inversionista, activista polític i filantrop d'origen hongarès i nacionalitat estatunidenca.

## Biografia
Soros és actualment president del Soros Fund Management i de l'Open Society Foundations i també exmembre del Consell d'administració del Council on Foreign Relations. El seu suport al moviment sindical polonès Solidarność, i el suport a l'organització txecoslovaca per a la tutela dels drets humans Carta 77 (manifest del 6 de gener de 1977 per a una liberalització del règim), han contribuït a la desaparició del domini de la Unió Soviètica en aquests països. El seu finançament i organització de la Revolució de les Roses a Geòrgia s'ha considerat crucial per a l'èxit, tant per parts dels observadors russos com dels occidentals. No obstant això, Soros ha dit que el seu paper s'ha "exagerat en gran manera". Als EUA és conegut per haver prodigat grans sumes de diners als opositors de George W. Bush durant la darrera elecció presidencial. Va donar suport al demòcrata Barack Obama a les eleccions presidencials dels Estats Units del 2008.
L'expresident de la Reserva federal, Paul Volcker, va escriure en la introducció de L'alquímia de les finances un llibre publicat per Soros el 1987: "George Soros ha deixat una marca en l'enorme èxit com un especulador, prou savi per a retirar-se de manera substancial, fins i tot quan encara el joc li era favorable. La major part dels seus guanys enormes es destinen ara a ajudar els països emergents en la transició per convertir-se en la "societat oberta", no només en el sentit de la llibertat de comerç, sinó també tolerant cap a les noves idees i enfocaments diferents del pensament i el comportament."
És un dels patrocinadors dels moviments revolucionaris a Ucraïna, Geòrgia i fins i tot Belarús.
La sorosita, un aliatge mineral que es troba de manera natural a l'escorça terrestre, rep aquest nom en honor seu, en reconeixement del seu suport a la ciència.

## Família
Soros ha estat casat amb Annaliese Witschak i amb Susan Weber Soros. Té cinc fills: Robert, Andrea, Jonathan (de la seva primera esposa, Annaliese) Alexander i Gregory (de la seva segona dona, Susan) El seu germà gran, Paul, és un enginyer i també un filantrop ben conegut, empresari i persona de l'alta societat de Nova York.

## Els primers anys de vida
George Soros és fill de l'escriptor esperantista hebreu Tivadar Schwartz (Tivadar Soros). Nascut Schwartz, el seu nom va ser hongaresitzat per assonància i no per traducció (Schwartz en alemany significa «negre»)
Tenia tretze anys quan l'Alemanya nazi va conquerir Hongria el 19 de març de 1944, i va començar a exterminar més de 500.000 jueus hongaresos (aproximadament dos terços de la població). L'any següent, Soros va sobreviure a la batalla de Budapest, en què les forces soviètiques i nazis van lluitar casa a casa a la ciutat. El pare de George, Tivadar, descriu en el seu llibre Mascarada ĉirkaŭ la morto (en esperanto, Mascarada al voltant de la mort) com s'ho van fer per sobreviure als feixistes hongaresos, i va ajudar tantes persones a fugir.
La primera operació comercial de George es va dur a terme durant la "superinflació" hongaresa dels anys 1945-46.
El 1946, George es va escapar del seu país sota l'ocupació soviètica gràcies a la seva participació en un congrés de joves esperantistes a Occident.
A Soros el van ensenyar a parlar esperanto des del seu naixement i, per tant, pot ser considerada com una de les poques persones que té com a idioma natiu l'esperanto.
Soros va emigrar a Anglaterra el 1947 i es va graduar a la London School of Economics el 1952. El 1956 es va traslladar als Estats Units. Va dir que la seva intenció era guanyar prou diners a Wall Street per a poder-se guanyar la vida com a escriptor i filòsof. La seva riquesa va ser estimada per la revista Forbes en 2011 en 14.500.000.000 de dòlars USA

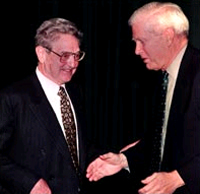
Soros (esquerra) parla amb James H. Billington

## Negocis
Soros és el fundador del Soros Fund Management. El 1970 va ser un dels cofundadors del Quantum Fund amb Jim Rogers. El fons va tenir un rendiment de 3.365% en els deu anys posteriors. (42,5% cada any, durant deu anys) i va crear la base de la fortuna de Soros. El 2008 la premsa italiana va assenyalar el nom de Soros en un presumpte acord per adquirir l'
AS Roma. Sempre d'acord amb alguns diaris, l'assumpte sembla que es va esfumar l'abril del mateix any, després de la marxa d'un misteriós consorci àrab disposat a augmentar l'oferta per a la compra del club.
Durant una conferència a Roma, el 16 de setembre del 2008 per a promoure la integració dels romanís a la Unió Europea, a una pregunta específica respecte al seu interès en l'AS Roma, Soros va respondre així:
| « | és curiós que hi hagi hagut molta més publicitat pel meu suposat interès per l'equip de futbol de la Roma, que és igual a zero, que pels meus esforços dedicats a la causa del poble romaní | » |

### Especulació monetària
El Dimecres Negre del 16 de setembre de 1992, Soros va esdevenir sobtadament famós quan va vendre poc més de 10.000 milions de dòlars en lliures esterlines, aprofitant-se de la resistència per part del Banc d'Anglaterra a elevar els seus tipus d'interès a nivells comparables amb els d'altres països (el Sistema Monetari Europeu), o sigui deixar que el tipus de canvi de la moneda fluctués. Al final, el Banc d'Anglaterra es va veure obligat a treure la lliura esterlina del Sistema Monetari Europeu i la va haver de devaluar un 20%. En tot aquest procés, es calcula que Soros va guanyar prop de 1100 milions de dòlars. A partir d'aquest moment va ser conegut com "l'home que va destruir el Banc d'Anglaterra."
El diari The Times, del dilluns 26 d'octubre de 1992 va informar del comentari de Soros: "La nostra exposició durant el Dimecres Negre va haver de ser de gairebé 10.000 milions de dòlars. Havíem previst un guany superior. De fet, quan Norman Lamont (ministre d'Hisenda del Regne Unit) va dir just abans de la devaluació que es necessitava un préstec de prop de 15.000 milions de dòlars per defensar la lliura esterlina, vam estar contents perquè era més o menys la quantitat que volíem vendre".
El 1997, durant la crisi financera del sud-est asiàtic, l'aleshores primer ministre de Malàisia, Mahathir bin Mohamad, va acusar Soros de voler la depreciació de la moneda malaia, el ringgit, tot i que posteriorment, el 2006, es va reunir amb Soros i va admetre que aquest no havia estat el responsable de la crisi.
Al seu llibre La crisi del capitalisme global. La societat oberta en perill. Soros explica quin va ser el seu paper en aquesta crisi:
 La crisi financera que es va originar a Tailàndia el 1997 va ser particularment desconcertant pel seu abast i la seva gravetat .... A principis de 1997, estava clar per Soros Fund Management que la discrepància entre la balança comercial i el compte de capital s'estava convertint en insostenible. Vam vendre a curt el baht tailandès i el ringgit de Malàisia a principis de 1997 amb venciments que van des de sis mesos a un any. (És a dir, que va entrar en els contractes per lliurar en dates futures, uns bahts tailandesos i uns ringgits malais que no posseeïem en aquell moment.) Posteriorment, el primer ministre de Malàisia Mahathir em va acusar de causar la crisi, una acusació totalment infundada. Nosaltres no vam ser els venedors de moneda durant o diversos mesos abans de la crisi, al contrari, vam ser els compradors quan les monedes va començar a declinar - que estaven comprant ringgits en adonar-nos dels beneficis de la nostra especulació anterior. (Molt i molt abans, com es va veure després, vam deixar la major part del guany potencial a la taula perquè teníem por que Mahathir no imposés controls de capital. Així ho va fer, però molt més tard.) 

### Acusació d'abús d'informació privilegiada
El 1988 va ser convidat a participar en un canvi en la gestió d'un banc francès. Es va negar a participar en l'oferta, però més tard va comprar una porció relativament petita de les accions de la companyia. Catorze anys després, el 2002 un tribunal francès el va condemnar per abús d'informació privilegiada i una multa de 2 milions de dòlars. Soros va negar les acusacions i va dir que la notícia de la gestió del canvi era pública. Després de diverses apel·lacions, va ser condemnat per un tribunal francès el juny del 2006 a pagar una multa de $ 2.300.000.

## Filantropia
Soros va començar les seves activitats com a filantrop als anys setanta oferint fons per ajudar els estudiants negres de la Universitat de Ciutat del Cap a la Sud-àfrica de l'apartheid i ajudant també els moviments dissidents de dins del Teló d'acer. El finançament filantròpic de Soros a l'Europa de l'Est, majoritàriament, es va dur a terme a través de l'Open Society Institute (OSI) i la Fundació Soros, que en alguns casos operava amb un altre nom, com ara la Fundació Stefan Batory de Polònia.
Fins a l'any 2003 s'estima que havia donat una xifra de 4.000 milions de dòlars.
L'OSI diu que ha gastat prop de 400 milions de dòlars anuals els darrers anys. Els projectes més importants han inclòs les ajudes a investigadors i universitats de l'Europa central i oriental i l'ajuda als civils durant el setge de Sarajevo. Soros també va fer una donació de 420 milions d'euros a la Central European University (CEU).
Ha rebut doctorats honoris causa per la New School for Social Research (Nova York), la Universitat d'Oxford el 1980, la Universitat d'Economia de Budapest i la Universitat Yale el 1991. Soros també ha estat guardonat amb el premi Yale International Center for Finance Award de la Yale School of Management el 2000 i un doctorat honoris causa, el més alt honor de la Universitat de Bolonya el 1995.

## Filosofia
Soros té un gran interès en la filosofia i la seva visió filosòfica està fortament influenciada per Karl Popper, el seu professor a la London School of Economics. El seu Open Society Institute porta el nom de l'obra en dos volums de Popper: The Open Society and Its Enemies ("La societat oberta i els seus enemics"). Això que molts consideren la certesa de Soros en les seves creences polítiques, però, irònicament, sembla estar en conflicte amb el racionalisme crític exposat per Popper.
Va popularitzar conceptes com el de "desequilibri dinàmic", "desequilibri estàtic" i "condicions properes a l'equilibri. Tot i que els seus escrits es van centrar en particular en el concepte de "reflexivitat."
Malgrat la seva activitat d'inversor i especulador monetari (la seva fortuna l'any 2004 es va estimar en 7.000 milions de dòlars), sosté que el sistema actual d'especulació financera és un parany per al desenvolupament econòmic sa en molts països subdesenvolupats.
Soros identifica la font de molts problemes de la vida contemporània, en el que defineix com a fonamentalisme de mercat. La seva visió tan crítica de molts aspectes de la globalització han fet que se'l consideri una figura polèmica.
Per a Victor Niederhoffer: "Per sobre de tot, George creia fins i tot en una economia mixta, en la qual hi operaria una forta autoritat central, la tasca de la qual seria la de corregir les distorsions causades per un excessiu individualisme."
Soros fa una distinció entre ser un operador en el mercat i el treball per canviar les regles que els operadors han de seguir. Sembla no tenir cap problema a continuar treballant per perseguir el seu propi interès econòmic, afegint a això una activitat de lobby encaminada a una reforma dràstica del sistema financer mundial.

## Oposició a la Unió Soviètica
Neil Clark escrigué al New Statesman: «l'opinió convencional, compartida per molts a l'esquerra, és que el socialisme es va esfondrar a l'Europa de l'Est a causa de la fragilitat del seu sistema i del fracàs de les elits polítiques per construir un suport popular. Això pot ser cert en part, però el paper de Soros va ser crucial. Des de 1979, va distribuir tres milions de dòlars a l'any als moviments dissidents, incloent-hi el moviment Solidarność a Polònia, Carta 77 a Txecoslovàquia i Andrei Sàkharov a la Unió Soviètica. El 1984, va fundar el seu primer Open Society Institute a Hongria i va fer afluir milions de dòlars de finançament per al finançament dels moviments d'oposició i mitjans de comunicació independents».
Des de la caiguda de la Unió Soviètica, el finançament per part de Soros de les causes progressistes i antiimperialistes ha tingut un paper important als països de l'antic bloc soviètic. El seu finançament i organització de la Revolució de les Roses a Geòrgia ha estat considerada crucial per l'èxit d'aquesta, tant per part dels observadors russos com dels occidentals, encara que Soros ha dit que el seu paper havia estat "en gran manera exagerat."

## Soros contra Bush
Soros no havia contribuït amb importants donacions a causes polítiques fins a les eleccions presidencials del 2004. En una entrevista concedida a The Washington Post l'11 de novembre del 2003, Soros va dir que la remoció de George W. Bush del seu càrrec era "el principal objectiu de la seva vida" i una "qüestió de vida o mort" per als quals voluntàriament sacrificar la totalitat de la seva fortuna. Soros va donar 3 milions de dòlars al Center for American Progress, 5 milions de dòlars per a MoveOn.org, mentre el seu amic Peter Lewis va donar 10 milions de dòlars a l'America Coming Together, (tots aquests eren grups de suport al Partit Demòcrata durant les eleccions presidencials del 2004).
El 28 de setembre del 2004, va destinar més fons per a la campanya, anunciava el llançament d'una gira nacional amb un discurs."Why We Must Nor Re-elect President Bush ("Perquè no hem de reelegir el president Bush"), un discurs pronunciat al "National Press Club" de Washington D. C.. Segons els Center for Responsive Politics, en el període electoral del 2003-2004, Soros va donar 23.581.000 dòlars a prop de 527 grups que lluitaven contra la reelecció del president George Bush. No obstant els esforços de Soros, Bush va ser reelegit per a un segon mandat presidencial el 2 de novembre del 2004.
Soros ha estat criticat per les seves grans donacions, des del 2002, any en què es trobava entre els partidaris de la Bipartisan Campaign Reform Act, una llei que mirava de vetar les contribucions soft money durant les campanyes electorals nacionals. Soros es va defensar dient que les seves donacions eren a favor d'organitzacions independents, no plantegen els mateixos interrogants de corrupció que les donacions efectuades directament als candidats o als partits.
Curiosament, la Harken Energy, una empresa en part propietat de Soros, havia conclòs un acord amb George W. Bush el 1986, prenent el relleu de la companyia d'aquest últim, la Spectrum 7.

## Els temes crítics

### Crítica de l'activitat financera
Els crítics afirmen que Soros exerceix una irregular influència sobre els mercats de divises a través del Quantum Fund, un fons d'inversió privat de la seva propietat. Igual que molts grans fons de cobertura, aquest té la seu a un paradís fiscal, en concret a Curaçao.
El 1999, va predir en el seu llibre La crisi del capitalisme global els problemes econòmics estructurals que en 2008 es van acomplir. De fet, en el seu llibre, publicat el 2008, El nou paradigma dels mercats financers. Per entendre la crisi econòmica actual, descriu la situació de crisi financera com la greu que ha viscut en tota la seva vida.
En un article escrit per al Financial Times, George Soros explica la importància de capitalitzar els bancs al més aviat possible, i pronostica que hi ha molts diners que estan esperant que el govern prengui les regnes de la crisi i comenci a estabilitzar la situació.
El 13 de novembre del 2008, George Soros i quatre coneguts gestors més de fons de cobertura, van anar a declarar al Congrés dels Estats Units, on va presentar els seus punts de vista sobre la influència d'aquesta mena de fons en l'actual crisi financera. Tota la declaració de George Soros va ser d'una clarividència excepcional.

### Crítica de les activitats polítiques
George Soros té molts crítics entre els conservadors dels Estats Units i entre els partidaris de l'estat d'Israel.
Soros va aportar molts fons a les campanyes en contra de l'administració Bush, la qual cosa, òbviament, li va comportar una enorme impopularitat entre els partidaris d'aquesta. En un fòrum jueu a la ciutat de Nova York, Soros va atribuir, en part, el recent augment de l'antisemitisme a les polítiques d'Israel i dels Estats Units. I ho va fer amb aquestes paraules:
| « | Hi ha un ressorgiment de l'antisemitisme a Europa. Les polítiques de l'administració Bush i Xaron hi contribueixen. No és específicament antisemitisme, però es manifesta com a tal. Jo critico aquestes polítiques. Si canvia aquesta opció, aleshores l'antisemitisme també disminuirà. No veig cap altra manera de fer-ho ... Reflexiono molt sobre el meu paper perquè el nou antisemitisme afirma que els Jueus governen el món...Com a conseqüència no desitjada de les meves activitats...Jo també contribueixo a aquesta creeença | » |

Probablement, aquestes declaracions s'emmarquen en el resultat de l'enfocament filosòfic de Soros, que s'inspira en Karl Popper; aquest es caracteritza per la tendència a l'autocrítica.

## Llibres

### Autor i coautor

#### Traduïts alcatalà
Soros, George; Lluís Delgado (traductor). El nou paradigma dels mercats financers. Per entendre la crisi econòmica actual. Primera edició.  Barcelona: Edicions 62, 1/9/2008 (Llibres a l'abast, núm. 412). ISBN 9788429761658.
Soros, George; Núria Parés Sellarès (traductora). La bombolla de la supremacia americana. Com corregir el mal ús del poder nord-americà (Rústica amb solapes). Primera edició.  Barcelona: Edicions de la Magrana, 2004. ISBN 8482645226.
Soros, George. La crisi del capitalisme global. La societat oberta en perill. (Rústica amb solapes). Primera edició.  Barcelona: Columna Edicions, 1999 (Columna Assaig). ISBN 84-8300-707-X.

#### Traduïts alcastellà
Soros, George; Rafael Santandreu Lorite (traductor). Editorial Planeta. Globalización (en castellà), 2002. ISBN 8408045512.
Soros, George; Alejandro Pradera (traductor). Editorial Taurus. Mi filosofía (en castellà), 2010 (Pensamiento). ISBN 9788430607877.
Soros, George; Francisco Ramos (traductor). Editorial Debate. Tiempos inciertos : democracia, libertad y derechos humanos en el siglo XX (en castellà), 2006 (Temas de debate). ISBN 8483066904.

#### Resta d'obres en versió originalanglesa
Soros, George. John Wiley & Sons. The Alchemy of finance : reading the mind of the market (en anglès), 1994. ISBN 0-471-04206-4.
- The Age of Fallibility: Consequences of the War on Terror (PublicAffairs, 2006) ISBN 1-58648-359-5
- Open Society: Reforming Global Capitalism (PublicAffairs, 2001) ISBN 1-58648-019-7
- Coautor amb Mark Amadeus Notturno, Science and the Open Society: The Future of Karl Popper's Philosophy (Central European University Press, 2000) ISBN 963-9116-69-6 (Rústica: Central European University Press, 2000; ISBN 963-9116-70-X)
- Soros on Soros: Staying Ahead of the Curve (John Wiley, 1995) ISBN 0-471-12014-6 (Rústica; Wiley, 1995; ISBN 0-471-11977-6)
- Underwriting Democracy: Encouraging Free Enterprise and Democratic Reform Among the Soviets and in Eastern Europe (Free Press, 1991) ISBN 0-02-930285-4 (Rústica; PublicAffairs, 2004; ISBN 1-58648-227-0)
- Opening the Soviet System (Weidenfeld & Nicolson, 1990) ISBN 0-297-82055-9 (Rústica: Perseus Books, 1996; ISBN 0-8133-1205-1)